# Kataphorik

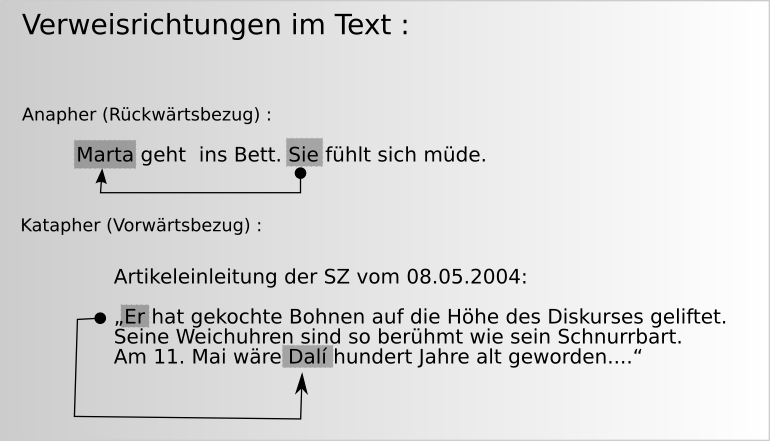
Verweisrichtungen innerhalb eines Textes

Katapher (auch: Kataphora) bezeichnet in der Textlinguistik eine sprachliche Einheit, die für eine im Text nachfolgende sprachliche Einheit steht. Eine Proform (zum Beispiel ein Pronomen) weist auf einen anderen sprachlichen Ausdruck voraus, der erst nachfolgend genannt wird. Kataphern werden seltener als Anaphern verwendet, da sie kognitiv schwieriger zu verarbeiten sind. Sie werden aber u. a. gerne als rhetorische Figuren eingesetzt, um die Spannung zu erhöhen.

## Beispiele
Die folgenden Beispiele dienen dazu, die Rolle von Pronomen als Kataphern zu demonstrieren:
- Er ist ein begabter amerikanischer Schauspieler. Er hat unzählige Preise und Auszeichnungen bekommen. Die Rede ist von Johnny Depp.
- Ich hätte es wissen müssen: Die Aufgabe ist einfach zu schwer.
- Bei ihrer Jagd nach Anhängern von al-Qaida ist den pakistanischen Sicherheitskräften wahrscheinlich ein wichtiges Mitglied der Terrororganisation entkommen.

In der Regel sind Kataphern mit einem definiten Artikel versehen. Die Funktion als Katapher kann aber auch der unbestimmte Artikel übernehmen:
- Ein Mann wie er hätte sich nie ausmalen können, eine Frau wie sie zu ehelichen. Am Sonntag geben sich Markus und Elise das Jawort.

## Funktion der Kataphern
Kataphern und Anaphern sind Elemente, die zur Kohäsion eines Textes beitragen.
Siehe auch: Koreferenz

## In einer Programmiersprache
Ein Vorwärtsbezug oder eine Vorwärtsreferenz in einer Programmiersprache bezeichnet die Situation, dass ein Bezeichner „weiter oben“ im Quelltext verwendet wird, als er deklariert wird. Die Verwendung bezieht sich also im Quelltext „nach vorne“ auf den noch nicht gelesenen Bereich.
Das Gegenteil ist der Rückwärtsbezug – ein Bezeichner wird verwendet, der bereits „weiter oben“ im Quelltext deklariert wurde, also im „zurückliegenden“, bereits gelesenen Textbereich.
Während Rückwärtsbezüge in einer Programmiersprache grundsätzlich problemlos sind, stellen Vorwärtsbezüge ein Problem für einen Compiler dar, da er etwas verwenden/einbauen soll, das ihm noch nicht beschrieben wurde.